# Adolf Láng
Adolf Láng (15 juni 1848, Praag, Keizerrijk Oostenrijk – 2 mei 1913, Wenen, Oostenrijk-Hongarije) was een Hongaarse architect : een prominente vertegenwoordiger van de eclectische stijl.

## Biografie
Adolf Láng behaalde een graad in architectuur aan het Keizerlijk-Koninklijk Polytechnisch Instituut in Wenen, waar Heinrich von Ferstel zijn hoofdleraar was.  Na zijn studie werd hij aangeworven en werkte hij in het architectenkantoor van deze docent.
Vanaf 1870 fungeerde hij in Pest, als directeur bij een dienst voor aanleg van boulevards en ringwegen : "Sugárút Építő Vállalat Rt". Hij was er onder meer verantwoordelijk voor de bouw van de Andrássyboulevard in Boedapest alsook voor de planning van verscheidene appartementsgebouwen en publieke inrichtingen, zo onder meer de oude muziekacademie, openbare tuinen en paleizen.
Op 26-jarige leeftijd (1874) won Adolf Láng een internationale architectuurwedstrijd voor de bouw van het Museum voor Schone Kunsten (Hongaars: Műcsarnok) in Boedapest. Hij richtte in deze stad een eigen kantoor op, en doceerde er later aan de Koninklijke Technische Jozefuniversiteit.
In een gezamenlijk kantoor met Antal Steinhardt (°1856 – †1928) verwierf hij in de jaren 1890 een aantal openbare aanbestedingen in Hongarije, menigmaal als gevolg van het winnen van architectuurwedstrijden.
Láng vestigde zich in 1912 in Wenen waar hij aan de slag ging, zowel in de functie van architect, als leraar aan de Academie voor beeldende kunsten. Hij overleed er in 1913 op 65-jarige leeftijd.
Zijn belangrijkste werk in het huidige Slowakije is de bouw van het Staatstheater in Košice in samenwerking met Antal Steinhardt.

## Werken[2]
- 1875-1877: Expositiezaal (Boedapest),
- 1877-1879: Oude Muziekacademie (Boedapest)[4],
- 1879-1899: Staatstheater in Košice, in samenwerking met Antal Steinhardt,
- 1890-1894: Thermaal kuuroord (Szeged),
- 1890-1895: Nationaal Theater (Pécs),
- 1893-1896: Cultuurpaleis (anno 2022: Ferenc Móra Museum) (Szeged),
- 1895-1897: Voormalig Hongaars Theater (Magyar Színház) (Boedapest),
- 1901-1902: Paleis der financiën (Turda)[3],
- 1905-1907: Stadhuis (Pécs),
- Museum van schone kunsten (Boedapest).

## Illustraties

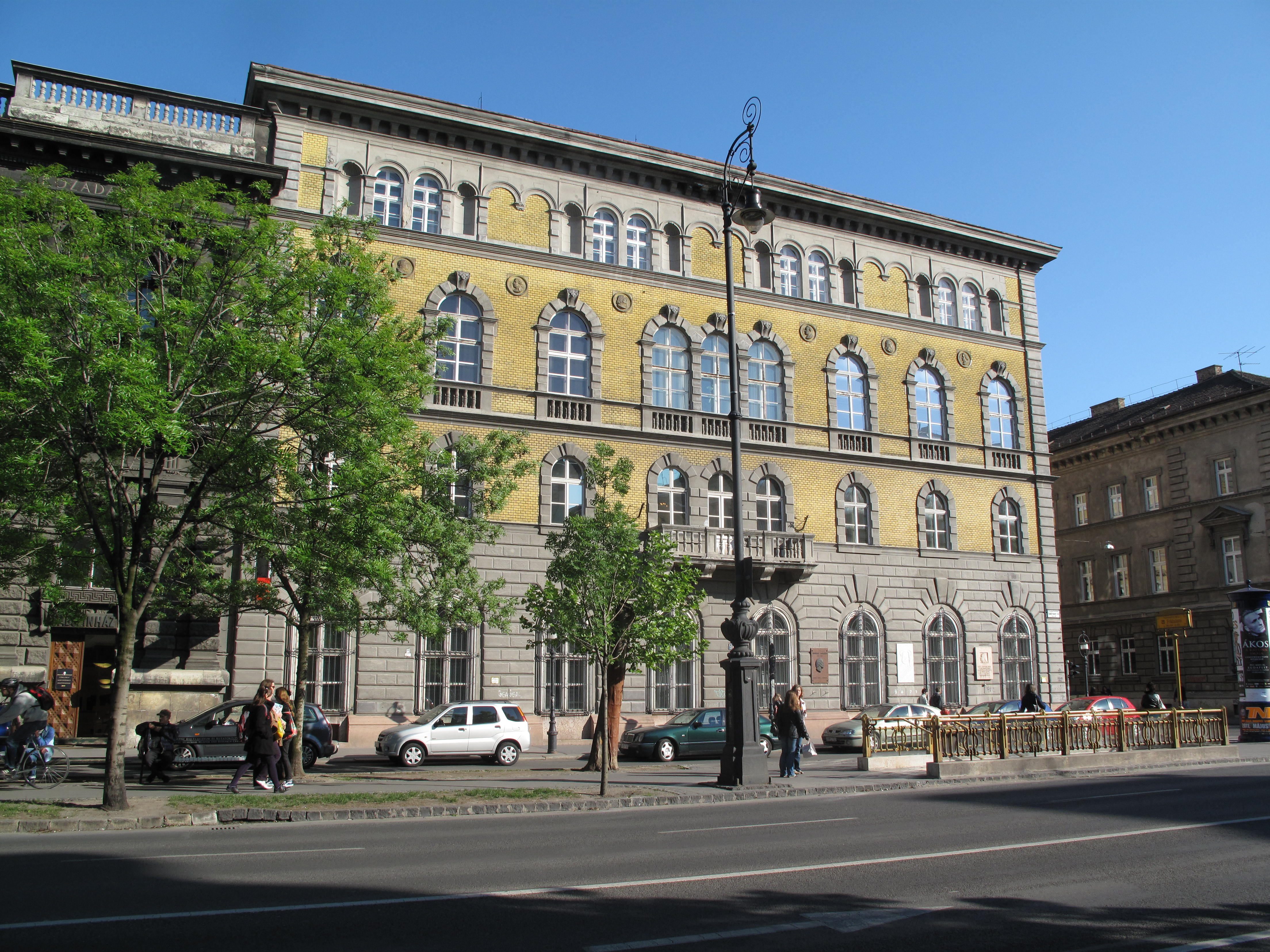
Oude muziekacademie (Boedapest).
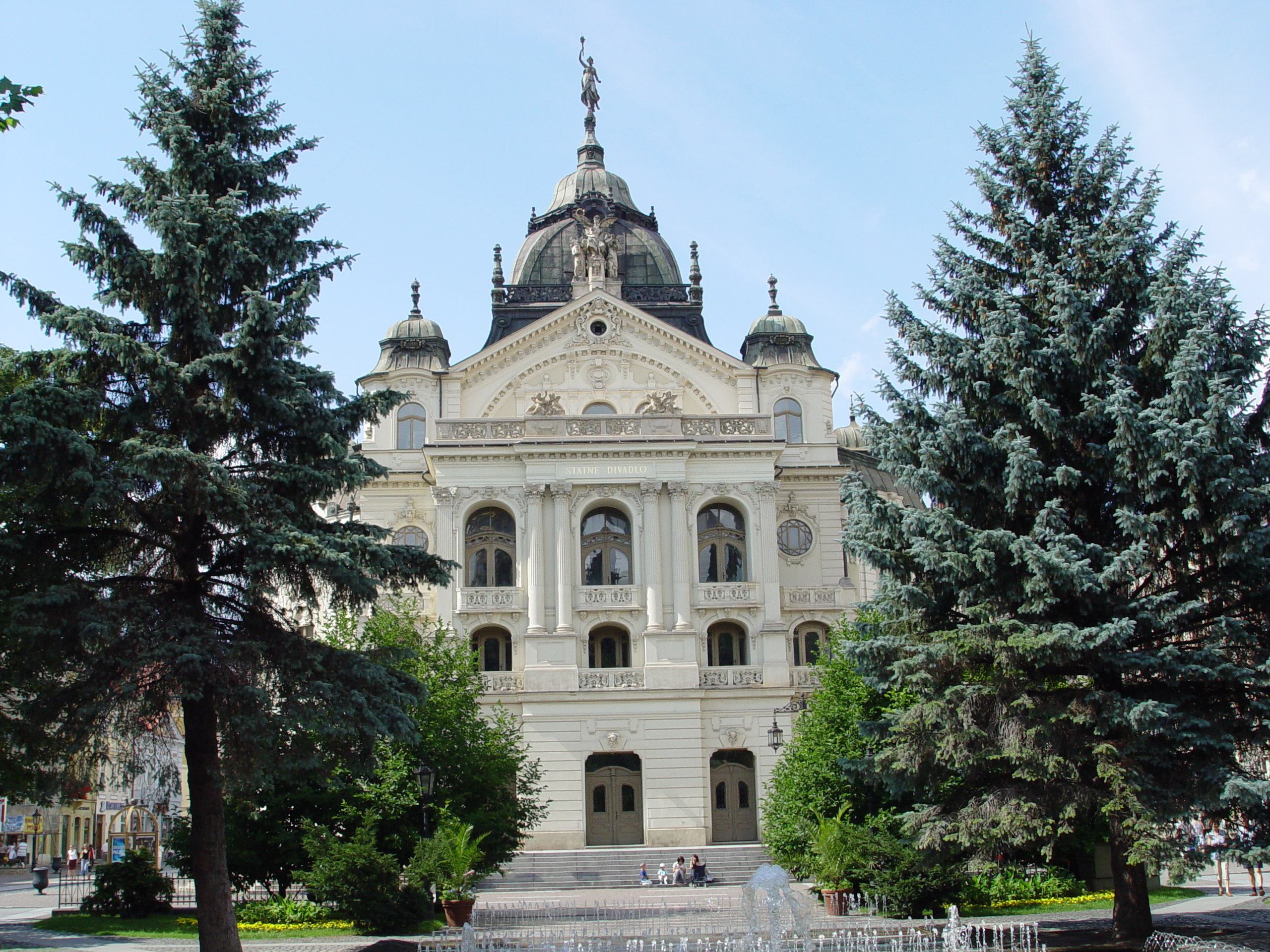
Staatstheater (Košice).
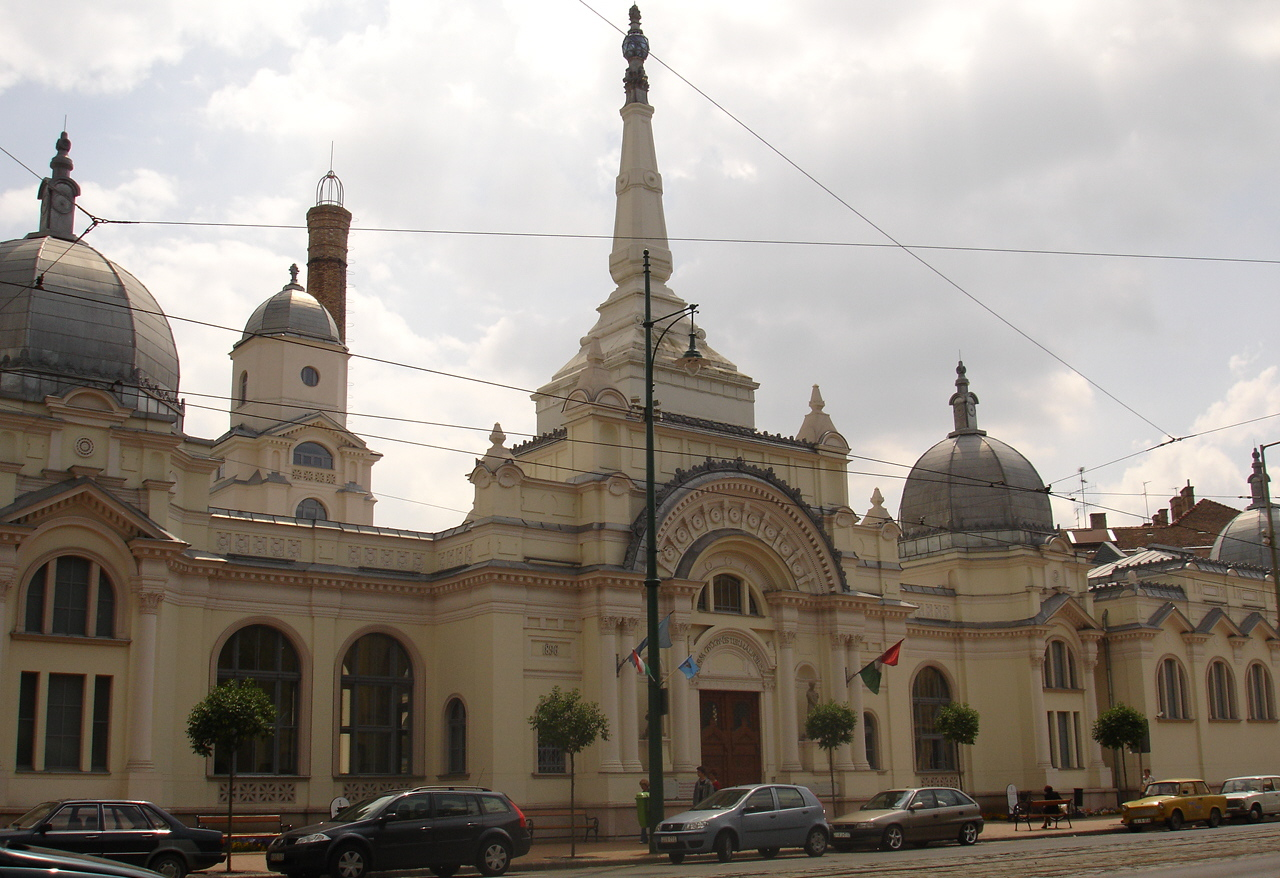
Thermaal kuuroord (Szeged).
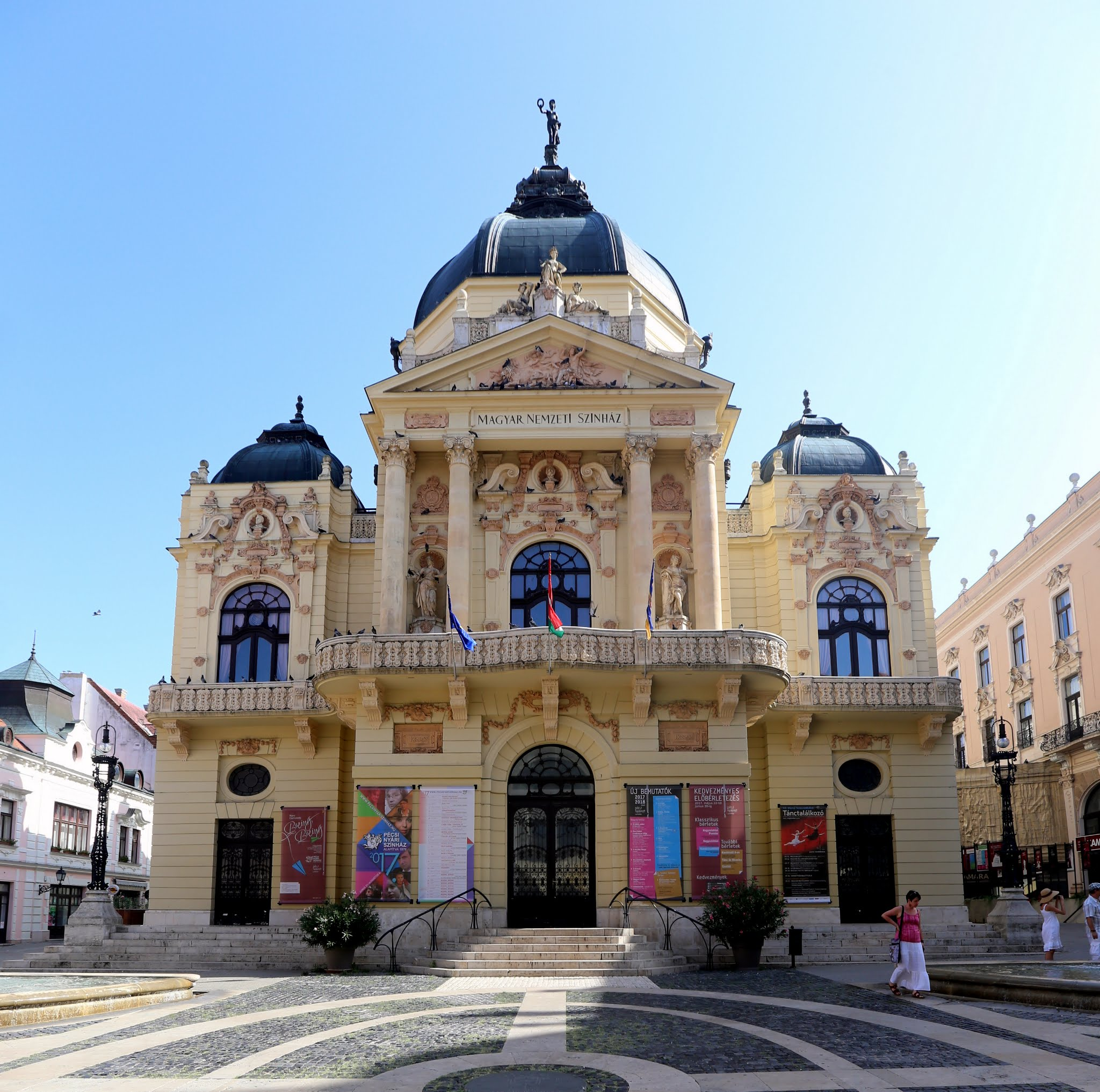
Nationaal Theater (Pécs).
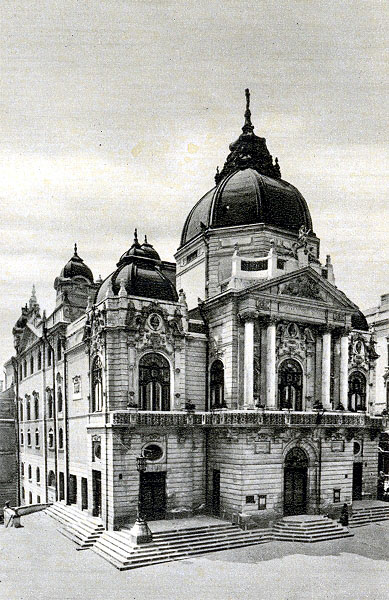
Nationaal Theater (Pécs).
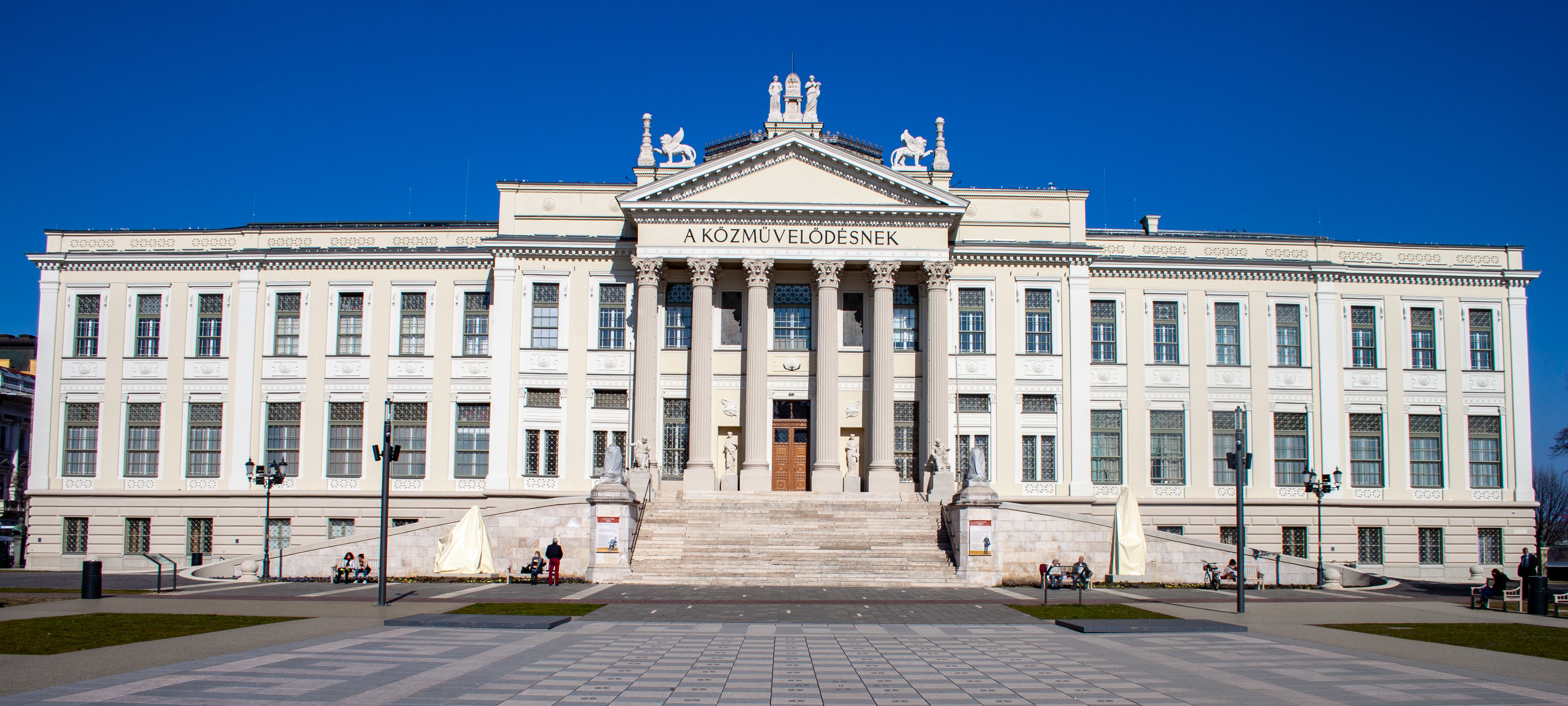
Cultuurpaleis (Szeged).
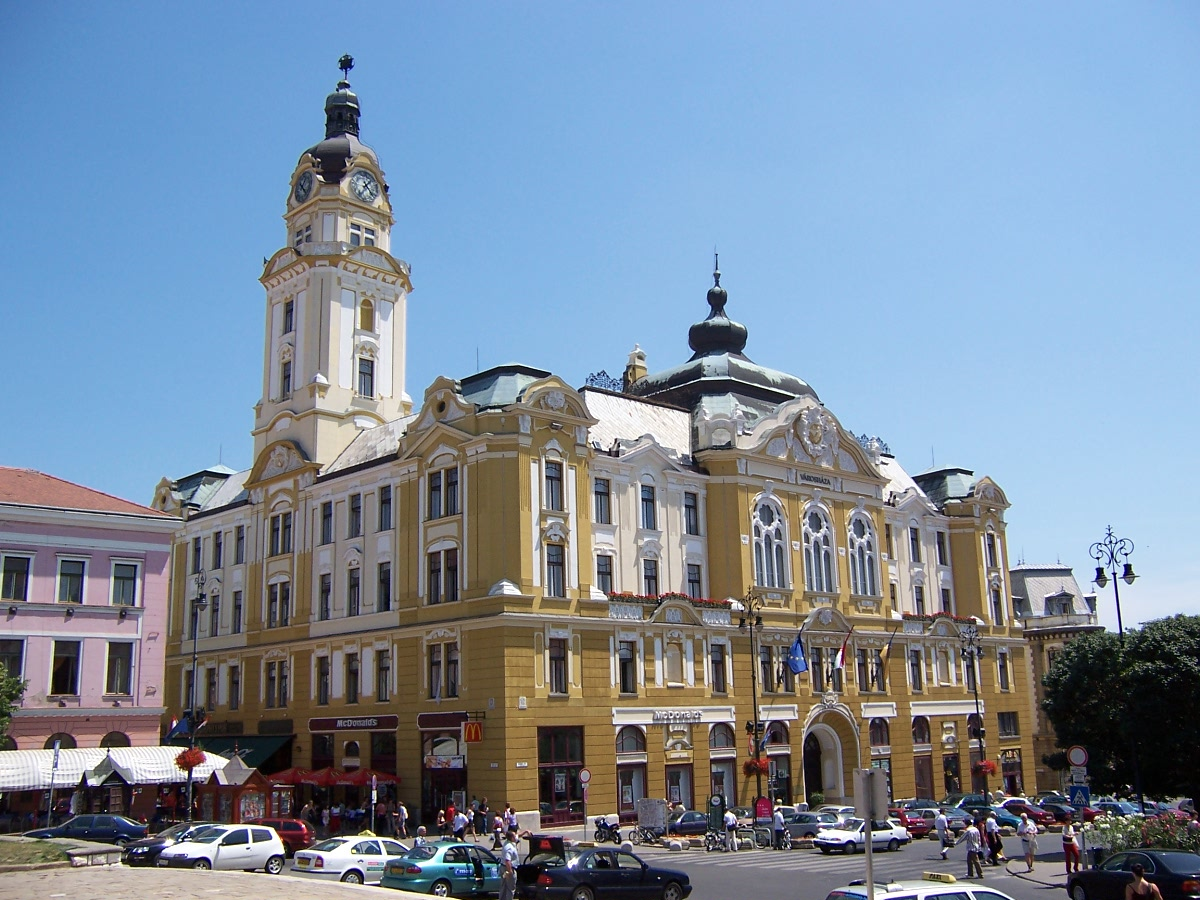
Stadhuis (Pécs).
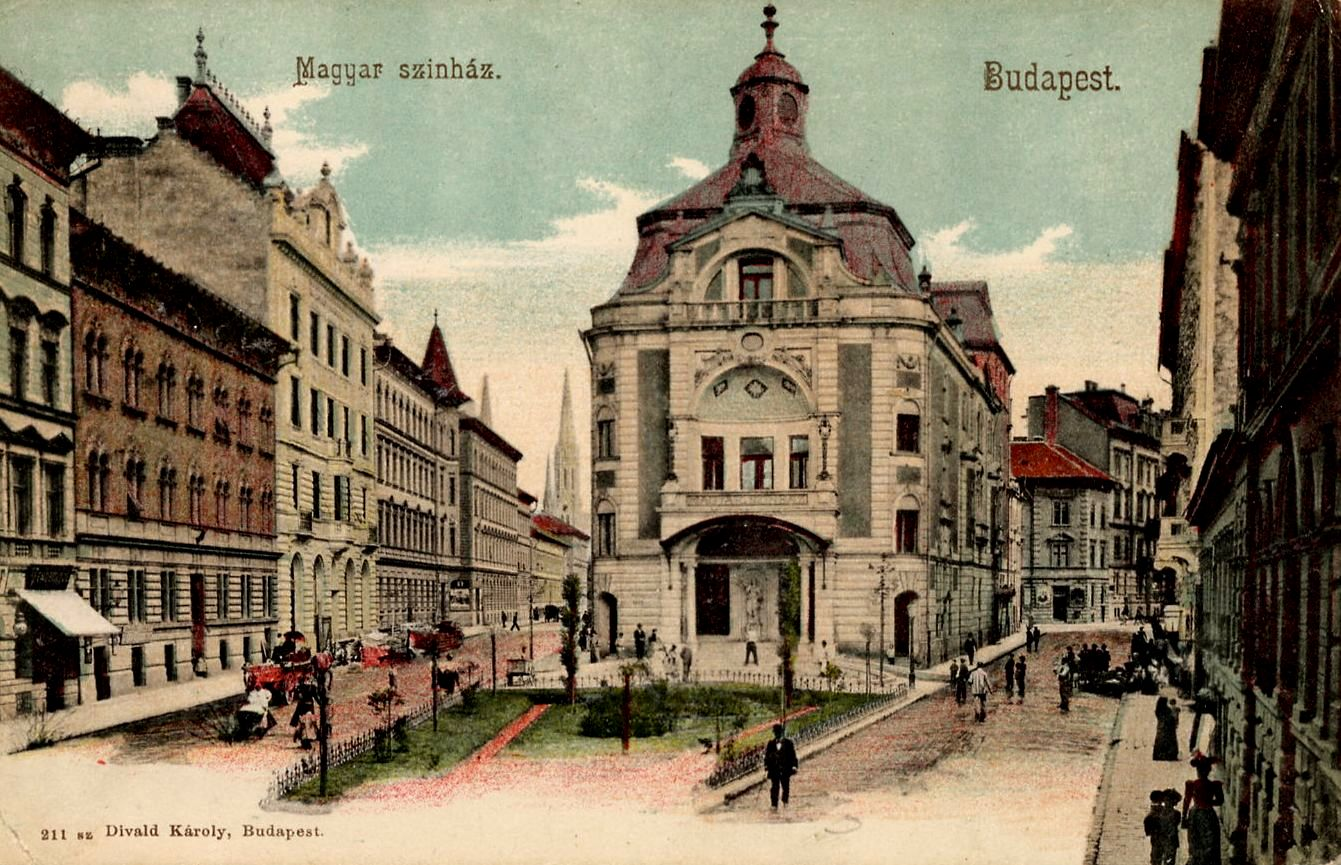
Voormalig Hongaars Theater (Boedapest).
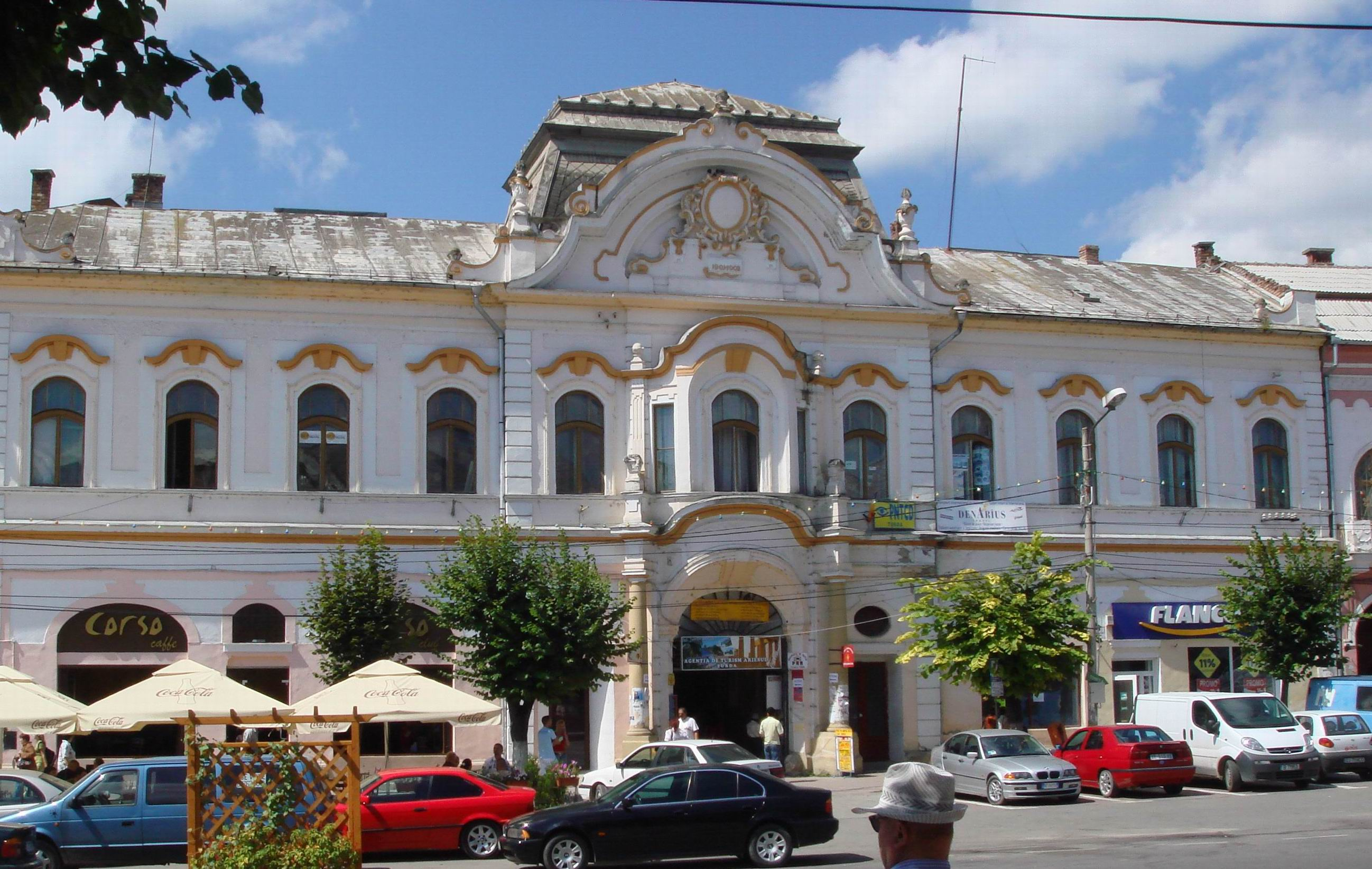
Paleis der financiën (Turda).
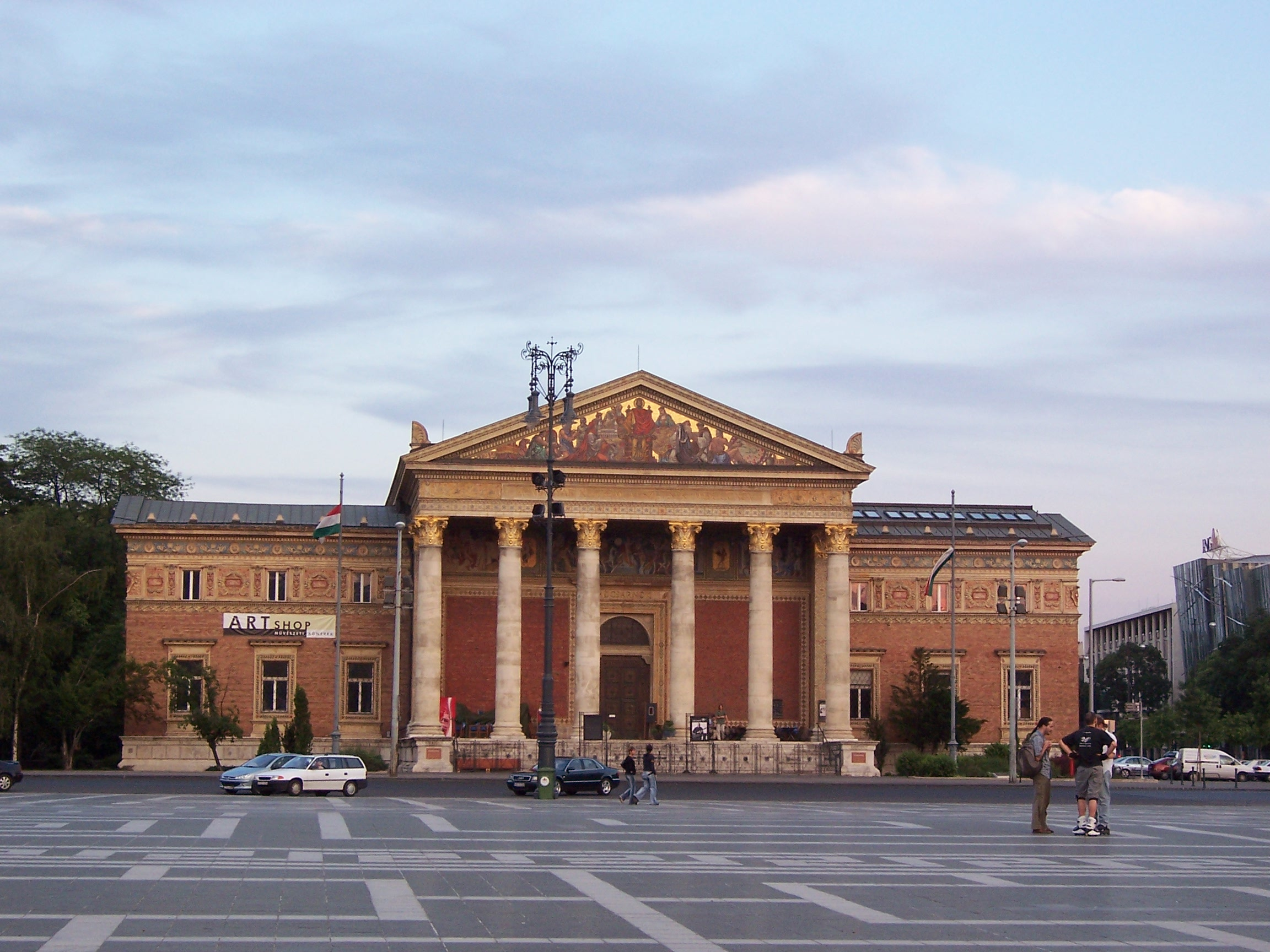
Museum van schone kunsten (Boedapest).